# Richford (condado de Franklin)
Richford es un lugar designado por el censo ubicado en el condado de Franklin en el estado estadounidense de Vermont. En el año 2010 tenía una población de 1,361 habitantes.

## Geografía
Richford se encuentra ubicado en las coordenadas 44°59′41″N 72°40′22″O / 44.99472, -72.67278.